# Desis vorax
Desis vorax là một loài nhện trong họ Desidae.
Loài này thuộc chi Desis. Desis vorax được miêu tả năm 1872 bởi Ludwig Carl Christian Koch.